# 내연기관 냉각
내연기관 냉각 또는 내연기관 엔진 냉각(Internal combustion engine cooling)은 공기나 액체를 사용하여 내연기관에서 폐열을 제거한다. 소형 또는 특수 목적 엔진의 경우, 대기 중 공기를 사용하여 냉각하면 가볍고 상대적으로 간단한 시스템이 된다. 워터크래프트는 주변 환경의 물을 직접 사용하여 엔진을 냉각할 수 있다. 항공기 및 수상 차량의 수냉식 엔진의 경우 폐열은 엔진을 통해 펌핑되는 폐쇄 루프의 물에서 라디에이터를 통해 주변 대기로 전달된다.
물은 공기보다 열용량이 높기 때문에 엔진에서 열을 더 빠르게 이동할 수 있지만 라디에이터와 펌핑 시스템으로 인해 무게, 복잡성 및 비용이 추가된다. 고출력 엔진은 더 많은 폐열을 발생시키지만 더 많은 무게를 움직일 수 있다. 즉, 일반적으로 수냉식이다. 방사형 엔진은 공기가 각 실린더 주위로 직접 흐르도록 하여 직선 엔진, 평면 엔진 및 V 엔진에 비해 공기 냉각에 이점을 제공한다. 로터리 엔진은 비슷한 구성을 가지고 있지만 실린더도 계속 회전하여 차량이 정지해 있는 경우에도 공기 흐름을 생성한다.
항공기 설계는 더 가벼운 무게와 공냉식 설계를 더욱 선호한다. 로터리 엔진은 제1차 세계 대전이 끝날 때까지 항공기에서 널리 사용되었지만 안정성과 효율성에 심각한 문제가 있었다. 방사형 엔진은 제2차 세계 대전이 끝날 때까지 인기가 있었고 가스 터빈 엔진이 이를 대체했다. 내연기관을 갖춘 현대의 프로펠러 구동 항공기는 여전히 대부분 공랭식이다. 현대의 자동차는 일반적으로 무게보다 출력을 선호하며 일반적으로 수냉식 엔진을 사용한다. 현대의 오토바이는 자동차보다 가볍고 두 가지 냉각 방법이 모두 일반적이다. 일부 스포츠 오토바이는 공기와 오일(피스톤 헤드 아래에 분사)로 냉각되었다.